# 마그 멜
마그 멜(고대 아일랜드어: Mag Mell, 아일랜드어: Magh Meall→기쁨의 평원)은 아일랜드 신화에서, 죽거나 특별한 영광을 받아 갈 수 있는 별세계다. 다른 신화들의 저승과 달리, 마그 멜은 즐거움이 가득한 낙원이다. 아일랜드 본섬 서쪽 멀리 떨어져 있는 섬나라라고도 하고, 바다 밑에 있는 왕국이라고도 한다. 여러 모로 그리스 신화의 엘리시움과 비슷하며, 엘리시움과 마찬가지로 선택받은 소수만 갈 수 있다.
한편, 마그 멜은 다른 아일랜드 해안의 환상섬 신화들이 그러하듯이, 이 곳이 죽으면 가는 곳이라는 언급은 남아있는 문헌상에서는 전혀 찾아볼 수 없다. 문헌들에서는 그저 신적 존재들이 사는 낙원 같은 공간이며, 필멸자 모험가들이 때때로 찾아오게 되는 곳 정도로 묘사된다. 마그 멜에는 질병이나 죽음이 존재하지 않는다. 영원한 젊음과 아름다움의 땅이다. 음악, 활력, 생명, 모든 쾌락이 한 곳에 어우러진다. 행복이 영원히 지속되고, 먹거나 마실 필요도 없다. 아일랜드판 엘리시움 또는 발홀이라고 할 수 있다.
신화에서 마그 멜의 지배자는 포모르 왕 테흐라라고도 하고, 투어허 데 다넌의 마나난 막 레르라고도 하는데, 후자가 더 많이 발견된다. 마그 멜 개념의 매력은 기독교가 전래된 뒤에도 지속되었다. 기독교 전래 이후의 전승들에서는 서쪽으로 바다를 무작정 항해하다 보면 나오는 지상낙원이 아니라, 느닷없는 폭풍에 휩쓸려 날아갔더니 도착하는 사후세계 같은 곳으로 묘사된다. 모험자는 여러 환상적인 섬들을 살펴보고 최종 목적지 또는 집으로 돌아간다. 이런 마그 멜 모험설화가 있는 인물로는 브렌다누스, 브란 막 페발, 말 둔 등이 있다.

## 같이 보기
- 티르 너 노그
- 발홀
- 아발론
- 천국
- 알렌 막 미드그너
- 브라실

## 참고 자료
- James MacKillop, Dictionary of Celtic Mythology, Oxford: 1998. ISBN 0-19-860967-1